# Гаскония
Гаскона или Гаскония (на френски: Gascogne, гасконски: Gasconha) е историческа провинция в югозападната част на Франция.
Територията се намира в днешния департамент Жиронд в регион Аквитания, департаментите Ланд, Жерс в регион Юг-Пиренеи и части от департамент Пирене Атлантик.

## История
Областта получава своето име от баските, които пристигнали тук в 6 век от южните склонове на Пиренеите, преследвани от вестготите.
Историческата столица на Гаскона е Ош. Другите най-важни градове са Бордо, Байон, Биариц.
По време на завладяването от римляните територията се нарича Аквитания. По-късно принадлежи към вестготското Тулузко кралство. След това Гаскона е херцогство на Меровингите (603), а през 660 г. е присъединена към Херцогство Аквитания.
Гаскона е родното място на д'Артанян (по-точно замъкът Кастелмор, днес в департамента Жерс).